# Cauzac
Cauzac (okzitanisch: Causac) ist eine französische Gemeinde mit 413 Einwohnern (Stand: 1. Januar 2022) im Département Lot-et-Garonne in der Region Nouvelle-Aquitaine (vor 2016: Aquitanien). Cauzac gehört zum Arrondissement Agen und zum Kanton Le Pays de Serres. Die Einwohner werden Cauzacais genannt.

## Geografie
Die Gemeinde Cauzac liegt etwa 20 Kilometer ostnordöstlich von Agen im Tal der Petite Séoune. Umgeben wird Cauzac von den Nachbargemeinden Cassignas im Nordwesten und Norden, Frespech im Norden, Blaymont im Norden und Osten, Beauville im Osten, Dondas und Saint-Martin-de-Beauville im Süden, Saint-Robert im Südwesten sowie Laroque-Timbaut im Westen.

## Bevölkerungsentwicklung
| Jahr                       | 1962 | 1968 | 1975 | 1982 | 1990 | 1999 | 2006 | 2014 | 2022 |
| -------------------------- | ---- | ---- | ---- | ---- | ---- | ---- | ---- | ---- | ---- |
| Einwohner                  | 303  | 285  | 263  | 284  | 340  | 365  | 367  | 424  | 413  |
| Quellen: Cassini und INSEE |      |      |      |      |      |      |      |      |      |

## Sehenswürdigkeiten
- Kirche Saint-Clair in Cauzac aus dem 15. Jahrhundert, Monument historique seit 2000
- Kirche Sainte-Eulalie
- Schloss Cauzac, seit 1995 Monument historique
- Mühle von Le Conté aus dem 17. Jahrhundert

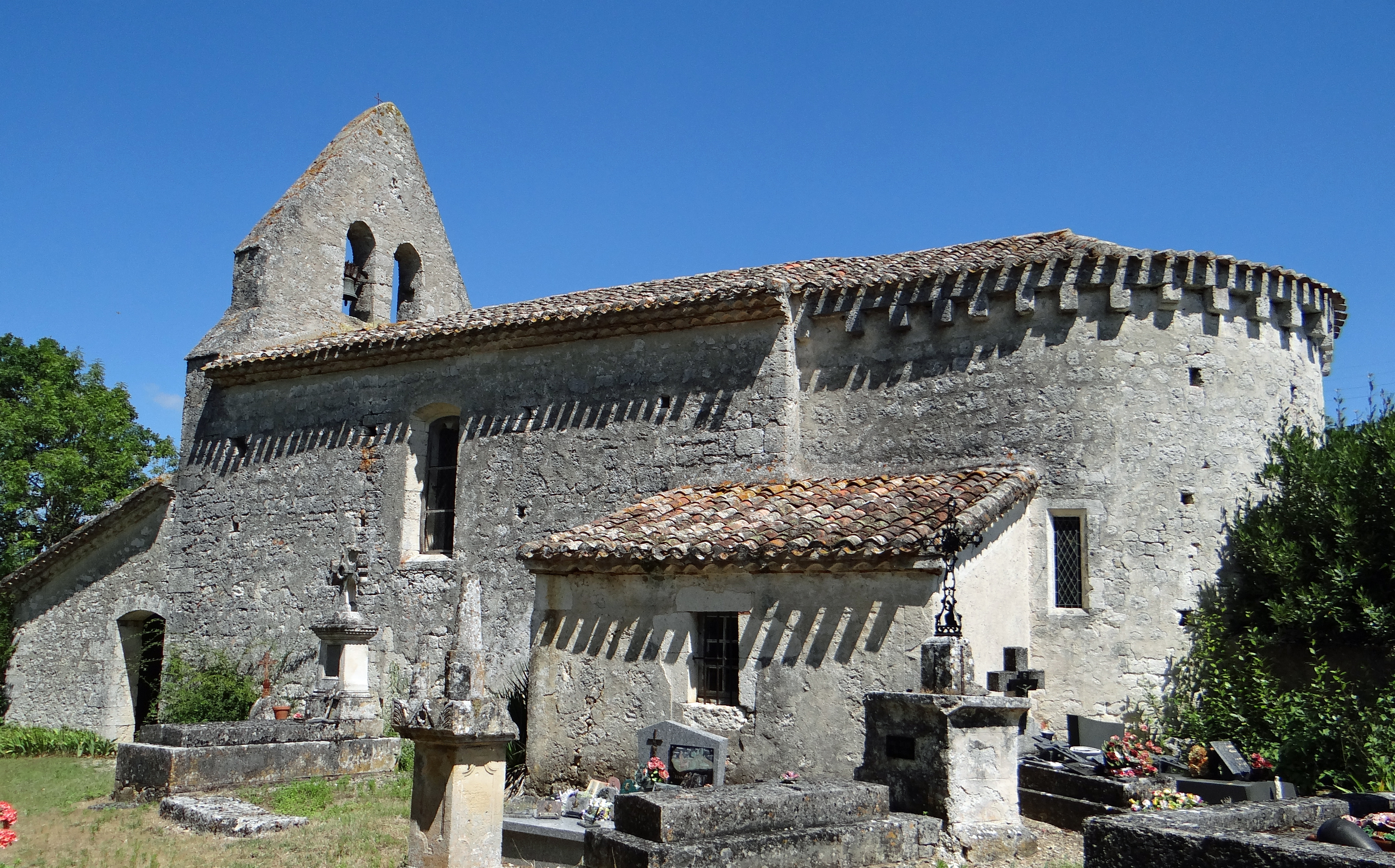
Kirche Saint-Clair
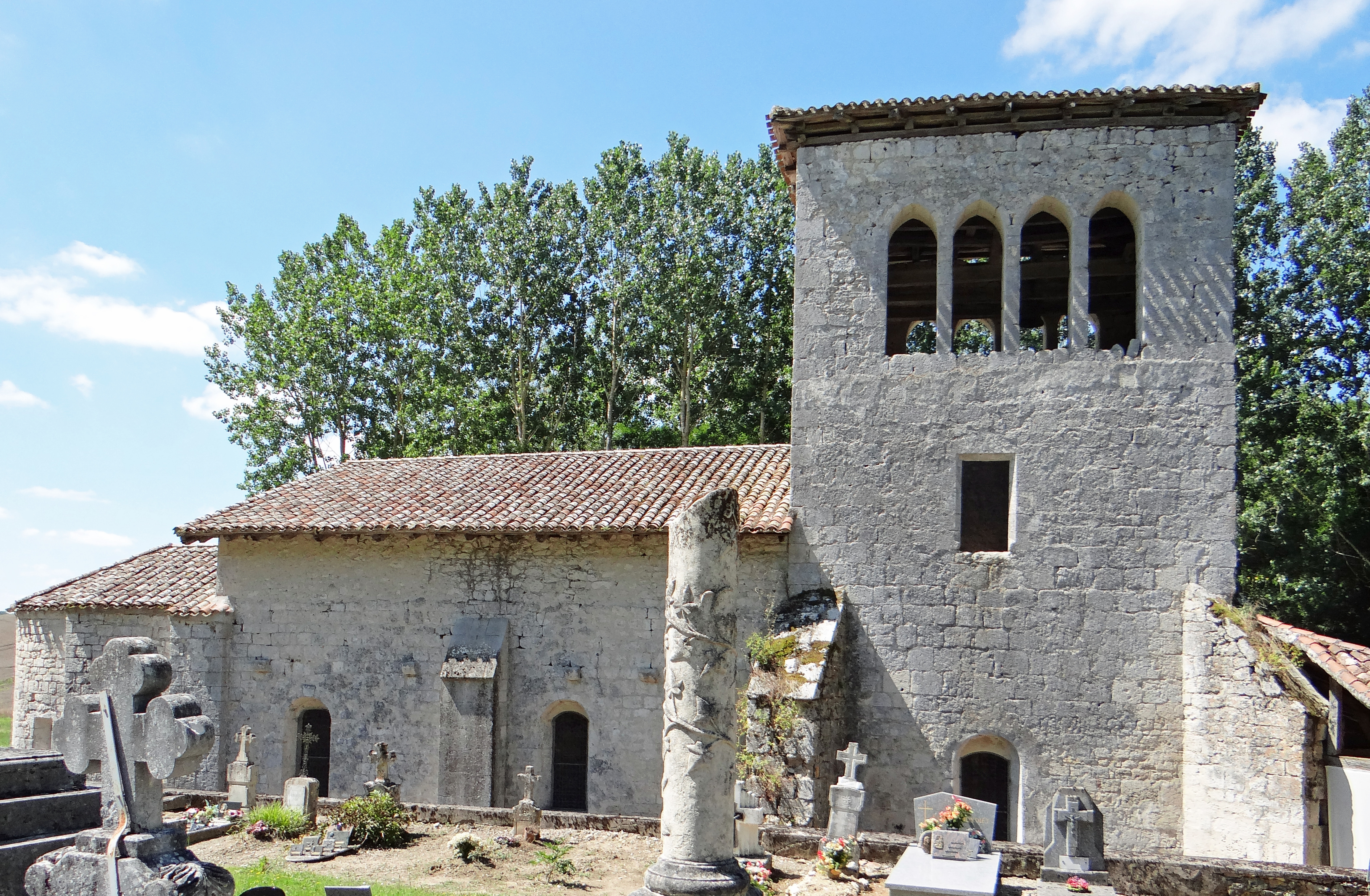
Kirche Sainte-Eulalie
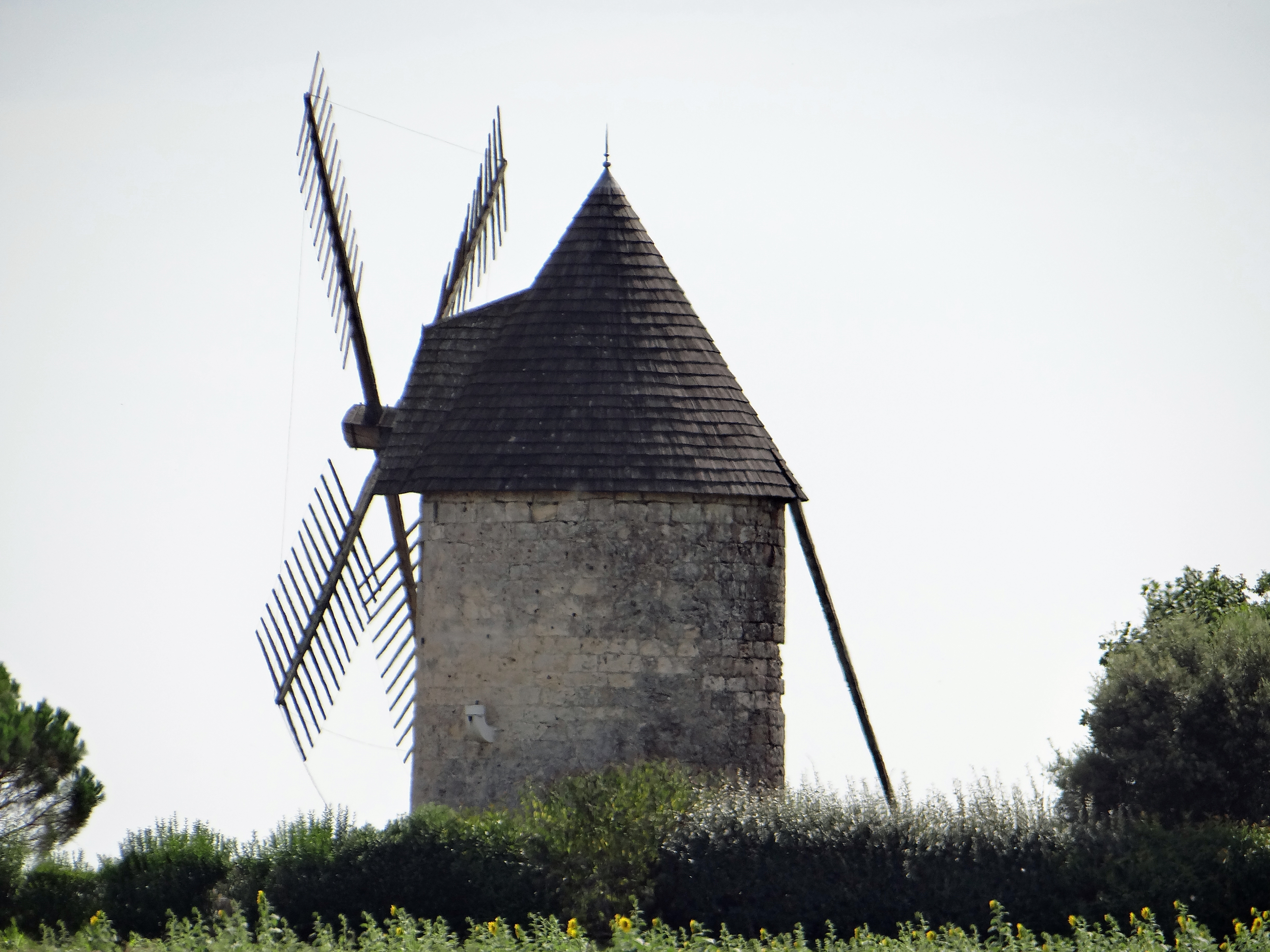
Mühle Le Conté